# 1967年の日本グランプリ (ロードレース)
1967年の日本グランプリは、ロードレース世界選手権の1967年シーズン第13戦として、10月14日に静岡県の富士スピードウェイで開催された。500ccとサイドカーは行われなかった。
50ccでディフェンディングチャンピオンのハンス＝ゲオルグ・アンシャイトはエンジン不調のため後退し、チームメイトの伊藤光夫が優勝した（2位のスチュアート・グラハム、3位の河崎裕之もスズキで、表彰台を独占した）。5位にはデルビのバリー・スミスが入った。
125ccではスズキの新型4気筒エンジンを搭載したRS67を走らせたスチュアート・グラハムを抑えて、ヤマハのビル・アイビーが優勝した。
最も期待されたのは250ccで、タイトル争いを繰り広げたフィル・リードとマイク・ヘイルウッドの両名は、リードがドライブシャフト、ヘイルウッドはエンジンのトラブルで早々にリタイアし、ラルフ・ブライアンズが優勝した。この結果リードは56ポイント、ヘイルウッドは54ポイントとなったが、両者とも有効ポイント50で並んだ。FIMは10月後半に会議を行い、リードの4勝に対してヘイルウッドが5勝したことから、タイトルはヘイルウッドの物となった。
350ccはMVアグスタが欠場し、ヘイルウッドが優勝した。この他イタリア勢はアエルマッキのジルベルト・ミラーニが250ccと350ccで共に5位に入り、アルベルト・パガーニは125ccを撤退した。
日本GPはこの後20年後の1987年まで開催されなかった。

## 350ccクラス決勝結果
| 順位 | ライダー             | 車両         | タイム        | ポイント |
| ---- | -------------------- | ------------ | ------------- | -------- |
| 1    | マイク・ヘイルウッド | ホンダ       | 0h 56' 04" 24 | 8        |
| 2    | ラルフ・ブライアンズ | ホンダ       | + 0' 01" 86   | 6        |
| 3    | 三室恵義             | ヤマハ       | + 1 Lap       | 4        |
| 4    | 和田正宏             | ヤマハ       | + 1 Lap       | 3        |
| 5    | ジルベルト・ミラーニ | アエルマッキ | + 2 Laps      | 2        |
| 6    | 従野正巳             | ホンダ       | + 2 Laps      | 1        |

## 250ccクラス決勝結果
| 順位 | ライダー             | 車両         | タイム Distacco | ポイント |
| ---- | -------------------- | ------------ | --------------- | -------- |
| 1    | ラルフ・ブライアンズ | ホンダ       | 0h 53' 05" 05   | 8        |
| 2    | 本橋明泰             | ヤマハ       | + 0' 21" 58     | 6        |
| 3    | 浜野順               | ヤマハ       | + 3 Laps        | 4        |
| 4    | トミー・ロブ         | ブルタコ     | + 3 Laps        | 3        |
| 5    | ジルベルト・ミラーニ | アエルマッキ | + 3 Laps        | 2        |
| 6    | ビル・アイビー       | ヤマハ       | + 4 Laps        | 1        |

## 125ccクラス決勝結果
| 順位 | ライダー               | 車両     | タイム        | ポイント |
| ---- | ---------------------- | -------- | ------------- | -------- |
| 1    | ビル・アイビー         | ヤマハ   | 0h 45' 27" 48 | 8        |
| 2    | スチュアート・グラハム | スズキ   | + 0' 49" 31   | 6        |
| 3    | 金谷秀夫               | スズキ   | + 1 Lap       | 4        |
| 4    | 森下勲                 | スズキ   | + 1 Lap       | 3        |
| 5    | 滋野靖穂               | BS       | + 2 Laps      | 2        |
| 6    | バリー・スミス         | ブルタコ | + 4 Laps      | 1        |

## 50ccクラス決勝結果
| 順位 | ライダー                       | 車両   | タイム        | ポイント |
| ---- | ------------------------------ | ------ | ------------- | -------- |
| 1    | 伊藤光夫                       | スズキ | 0h 36' 08" 38 | 8        |
| 2    | スチュアート・グラハム         | スズキ | + 0' 00" 07   | 6        |
| 3    | 河崎裕之                       | スズキ | + 0' 30" 37   | 4        |
| 4    | ハンス＝ゲオルグ・アンシャイト | スズキ | + 1' 05" 29   | 3        |
| 5    | バリー・スミス                 | デルビ | + 2 Laps      | 2        |
| 6    | 赤松勝                         | BS     | + 3 Laps      | 1        |

## 参照
1. ↑  「MFJモーターサイクルスポーツの基本方針変更について」『ライディング No.35』MFJ日本モーターサイクルスポーツ協会、1968年10月20日、8-9頁。